# Lisa Otto
Lisa Otto (Dresde, 14 de noviembre de 1919 – Berlín, 18 de septiembre de 2013) fue una soprano alemana, asociada particularmente con papeles como  soubrette y soprano de coloratura.
Nacido en Dresden, estudió allí en la Musikhochschule con Susanne Steinmetz-Prée. Hizo su debut como Sophie en la ópera Der Rosenkavalier, en 1941 en la Silesian Opera de Beuthen, donde estuvo en cartel hasta 1944. Posteriormente, cantó en Nuremberg (1944–45), Dresde (1945–51), y en la Staatsoper Unter den Linden en 1951, donde estuvo más de tres décadas.
Otto es conocida por sus papeles de soubrette en las óperas de Mozart, tales como Blondchen, Susanna, Zerlina, Despina y Papagena. Otros papeles notables incluyen primera dama, Marzelline, Ännchen, Zerline, Echo, etc. Participó en la creación de la ópera Alkmene de Giselher Klebe y Der junge Lord de Hans Werner Henze. Cantó en la Ópera Estatal de Viena, el Festival de Salzburgo, La Scala de Milan, el Paris Opera y la Festival de Glyndebourne.

## Vida personal y muerte
Otto se casó con el Doctor Albert Bind. Otto moriría en Berlin el 18 de septiembre de 2013, a la edad de 93 años.